# Komisarz armijny II rangi

Oznaczenia stopnia w Armii Czerwonej

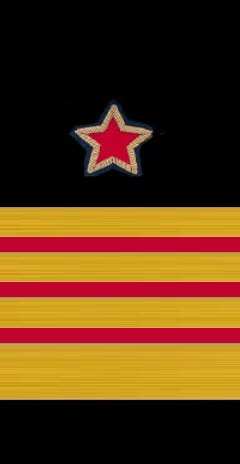
Oznaczenia stopnia we Flocie Czerwonej

Komisarz armijny II rangi (ros. aрмейский комиссар 2-го ранга) – specjalny stopień wojskowy w wyższym korpusie politycznym Armii Czerwonej i Floty Czerwonej w latach 1935–1942.
Bezpośrednio niższym był stopień komisarz korpuśny, wyższym – komisarz armijny I rangi.